# Буянов, Николай Герасимович
Николай Герасимович Буянов (1927—1995) — советский бригадир и передовик производства в сельском хозяйстве. Герой Социалистического Труда (1973).

## Биография
Родился 15 апреля 1927 года в деревне Александровка (ныне Воловского района, Липецкая область) в крестьянской семье.
С 1941 года начал работать рядовым колхозником колхоза «Свобода» Воловского района Курской (с 1954 года – Липецкой) области.
С 1950 года после окончания  курсов комбайнеров и начал работать по этой специальности. С 1959 года — бригадир комплексной бригады колхоза «Свобода» Воловского района Липецкой области. В качестве бригадира проявил себя умелым руководителем и хорошим организатором, за время его работы урожайность зерновых культур в бригаде выросла с 11 до 33 центнеров с каждого гектара, а сахарной свеклы со 155 до 280 центнеров. Коллектив его бригады значительно перевыполнил планы и социалистические обязательства восьмой и девятой пятилеток, ей было присвоено звание «Бригада высокой культуры земледелия». 31 декабря 1965 года «за высокие показатели в труде» Указом Президиума Верховного Совета СССР Н. Г. Буянов был награждён Орденом Ленина.
Бригада Н. Г. Буянова первой в Липецкой области выступила с почином «Каждому полю – высокую агротехнику, лучшему полю – знак Качества», который получил широкую поддержку в коллективах механизаторов и полеводов области.
11 декабря 1973 года Указом Президиума Верховного Совета СССР «за большие успехи, достигнутые во Всесоюзном социалистическом соревновании и проявленную трудовую доблесть в выполнении принятых обязательств по увеличению производства и продажи государству зерна, других продуктов земледелия» Николай Герасимович Буянов был удостоен звания Героя Социалистического Труда с вручением Ордена Ленина и золотой медали «Серп и Молот».
В 1980 году на пенсии. Умер 28 июля 1995 года в деревне Натальевка, Воловского района, Липецкая область, Россия.

## Награды
- Медаль «Серп и Молот» (11.12.1973)
- Два Ордена Ленина (31.12.1965, 11.12.1973)